# Saint-Martin-du-Bec
Saint-Martin-du-Bec är en kommun i departementet Seine-Maritime i regionen Normandie i norra Frankrike. Kommunen ligger i kantonen Criquetot-l'Esneval som tillhör arrondissementet Le Havre. År 2022 hade Saint-Martin-du-Bec 650 invånare.

## Befolkningsutveckling
Antalet invånare i kommunen Saint-Martin-du-Bec
| Referens: INSEE |